# Зноба Іван Степанович
Іван Степанович Зноба (25 листопада 1903, с. Новомиколаївка, Катеринославська губернія — 10 вересня 1990, Київ) — український художник, скульптор. Член спілки художників СРСР, засновник Дніпропетровського відділення Спілки художників України. Засновник династії українських скульпторів: батько та вчитель народного художника України Зноби Валентина Івановича; дід скульптора Миколи Зноби.

## Життєпис

монумент Жовтневої революції у Києві

Могила Івана Зноби, Байкове кладовище

Народився 25 листопада 1903 року у с. Новомиколаївка на Катеринославщині. У 1935⁣ — ⁣1941 роках вчився у Київському художньому інституті у М. Гельмана та Л. Шервуда. Працював у галузі станкової та монументальної скульптури. Серед найвідоміших творів:
- «Ленін у кріслі» (1948),
- портрети Героїв Соціалістичної Праці М. Озерного (1949), М. Кальміус (1950), М. Куцої (1952),
- «Шевченко на засланні» (1958),
- монумент «Україна — визволителям» — пам'ятник радянським воїнам на радянсько-чехословацькому кордоні біля Ужгорода у співавторстві з Валентином Знобою, архітектори А. П. Сницарєв, О. К. Стукалов (1970),
- монумент Жовтневої революції у Києві (1977, у співавторстві; знесений 1991 року).

Він є автором пам'ятників Т. Г. Шевченку в Дніпрі та Хмельницькому, пам'ятнику відомому революціонеру І. В. Бабушкіну в Ленінграді, меморіальної дошки Ломоносову М. В., встановленій на будинку циркульного корпусу НаУКМА, пам'ятника Володимирові Леніну у Дрогобичі (1980, арх. Є. Федоришин і Є. Хомик).
Помер на 87-му році життя 10 вересня 1990 року у Києві. Похований разом з дружиною на Байковому кладовищі (ділянка № 33, 50°25′3.05″ пн. ш. 30°30′4.93″ сх. д. / 50.4175139° пн. ш. 30.5013694° сх. д.).